# أغوستين غونزاليس تابيا
أغوستين غونزاليس تابيا (بالإسبانية: Agustín González Tapia)‏ (30 يناير 1983 في الأرجنتين - ) هو لاعب كرة قدم أرجنتيني في مركز الهجوم. شارك مع منتخب الأرجنتين تحت 17 سنة لكرة القدم. أما مع النوادي، فقد لعب مع أتليتيكو رافائيلا وإستوديانتيس دي لا بلاتا وديفنسا خوستيكا ودينامو تيرانا وCentral Córdoba de Santiago del Estero ‏ وLa Plata Fútbol Club ‏ وGuillermo Brown de Puerto Madryn ‏ ويونيون لا كاليرا وسوسيداد كولتيورال ‏ وسان مارتين دي سان خوان.

## وصلات خارجية
- أغوستين غونزاليس تابيا على موقع إي إس بي إن إف سي (الإنجليزية)
- أغوستين غونزاليس تابيا على موقع قاعدة بيانات كرة القدم.إي يو (الإنجليزية)
- أغوستين غونزاليس تابيا على موقع Soccerway.com (الإنجليزية)
- أغوستين غونزاليس تابيا على موقع AS.com (الإسبانية)